# Gesprengte Gitter
Panik (Titel 1943) respektive Gesprengte Gitter (Titel 1953) ist ein deutscher Spielfilm von und mit Harry Piel, der überwiegend von 1940 bis 1943 gedreht wurde. Die Uraufführung fand erst zehn Jahre später statt.

## Handlung
Der Film spielt im Sommer 1939 in Ostafrika, wenige Wochen vor Ausbruch des Zweiten Weltkriegs.
Die Hauptfigur Peter Volker arbeitet im Auftrag des deutschen Zoos von Ulmenau als Tierfänger im großen Stil. Die Tiere bedeuten ihm alles, unter den Menschen zählt er lediglich Fritz Kröger zu seinen Freunden. Er wird von der jungen Farmerstochter Christa angehimmelt, bemerkt es aber nicht. Als der Krieg ausbricht, gelingt es ihm, im letzten Moment seine Tiere von Tansania nach Deutschland zu überstellen. Auf der Flucht vor den britischen Kolonialsoldaten geraten Peter und Fritz unter Beschuss. Dabei kommt Fritz ums Leben, während Peter schwer verwundet wird, aber fliehen kann.
Nach der Heimkehr über Umwege nach Deutschland kommt Peter schließlich im Tierpark Ulmenau an. Seine erste Nacht verbringt er bei dem von ihm gelieferten ehemaligen Arbeitselefanten Schari. Zoodirektor Hans Thiele freut sich, Peter wieder zu sehen. Dieser muss feststellen, dass während seiner Abwesenheit seine ehemalige Geliebte Hella Thieles Ehefrau geworden ist. Während Peter und Hella sich heimlich aussprechen, ist auch Christa Brinkmann aus Afrika angekommen. Sie nimmt in Ulmenau den Posten einer Tierpflegerin an. Nach einigen Streits zwischen den beiden werden sie ein Paar.
Zu Verwirrungen kommt es aufgrund eines eigentlich harmlosen Kusses zwischen Hella und Peter. Ein Konflikt zwischen den beiden Frauen scheint unvermeidlich. Ehe dieser Streit offen ausgetragen werden kann, kommt es zu einem sehr viel schlimmeren Unheil. Nach einem Fliegeralarm fallen die ersten Bomben. Die Wildtiere geraten in Panik, Schari reißt sich von seinen Ketten los und trampelt alles platt, was sich ihm in den Weg stellt. Andere Elefanten schließen sich ihm an. Bald laufen überall aus ihren Gehegen ausgebrochene Tiere frei umher. Das Haupttor stürzt um, Peter kann Schari, der ihm einst so treu und brav folgte, nicht mehr bändigen. Überall brennt es, die Luft ist voller Rauch.
Für die Tiere ist ein Abschussbefehl erlassen worden, sollten sie das Zoogelände verlassen. Peter will das verhindern. Es gelingt ihm, auf Scharis Rücken zu klettern und dadurch sein Vertrauen zurückzugewinnen. Gemeinsam können sie die anderen Tiere auf dem Zoogelände halten. Nachdem sich die Aufregung gelegt hat, sprechen sich Hella und Christa aus. Peter und Christa beschließen, nach Afrika zurückzufahren.

## Produktionsnotizen, Hintergründe, Wissenswertes
Gesprengte Gitter hatte eine lange und komplizierte Entstehungsgeschichte. Begonnen wurde der Film am 16. September 1940 unter dem Titel Panik. Die ersten Außendrehs im Tierpark Hellabrunn dauerten bis Anfang November 1940. Vom 10. Juli bis September 1941 wurde dort erneut gedreht. Erste Atelieraufnahmen entstanden zwischen dem 27. und dem 30. November 1941, weitere vom 7. Dezember 1941 bis zum 2. Januar 1942. Vom 13. März bis zum 17. April 1942 schlossen sich Dreharbeiten in Italien an. Schließlich wurde in Hellabrunn vom 1. Mai bis Oktober 1942 erneut gedreht. Nach den Nachaufnahmen am selben Ort im Januar und Februar 1943 war der Film endlich fertiggestellt.
Da im Laufe des Jahres 1943 die schweren Bombardements auf deutsche Großstädte und insbesondere Berlin stark zunahmen, schwanden die Chancen von Mal zu Mal, eine Aufführung von Panik angesichts seiner Thematik von der Zensur genehmigt zu bekommen. Piels 1940 entwickelte Idee von Tieren in Aufruhr war zu diesem Zeitpunkt von der Realität längst eingeholt worden: Bei Bombenangriffen wurde auch der Berliner Zoo getroffen, dabei kamen viele Tiere um bzw. liefen in Panik frei durch die Straßen. Piels filmischer Realismus ließ in Propagandaminister Joseph Goebbels den Schluss reifen, den Film komplett zu verbieten. Goebbels teilte Piel seine Entscheidung ausgerechnet an dessen Geburtstag am 12. Juli 1943 mit. Das offizielle Verbot durch die Filmzensur erfolgte schließlich im Oktober 1943.
Damit ging vorerst eines der aufwendigsten deutschen Filmprojekte ohne einen Abschluss zu Ende. Die Bilanz: Drei Jahre Drehzeit, rund 84.000 Meter belichtetes Filmmaterial, größtenteils aus Außenaufnahmen bestehend, Kosten in Höhe von etwa 4 Millionen RM bei einem Kostenvoranschlag von etwa 800.000 RM.
Bei Kriegsende galt das Rohmaterial von Panik als verloren. Erst 1952 wurden die Filmrollen in der DDR wiedergefunden und auf Druck der Sowjetunion Piel zurückerstattet. Dieser drehte daraufhin einige weitere Szenen mit dem Kameramann Willi Peter Block hinzu und schnitt das gesamte Material zu einem fertigen Film, der schließlich als Gesprengte Gitter in die bundesdeutschen Kinos gelangte. Die Uraufführung fand am 13. Oktober 1953 in Frankfurt am Main statt, drei Tage später wurde der Film auch erstmals in Berlin gezeigt. Mancherorts lief der Film auch unter dem Titel Die Elefanten sind los.
Die Filmbauten stammen von Max Knaake, Erich Grave und Hans Minzloff. Hans von Wolzogen hatte während des Krieges die Herstellungsleitung, Willi Wiesner und Conrad Flockner die Produktionsleitung.
Ruth Eweler, die in Gesprengte Gitter Piels Herzdame spielte, war bei der Uraufführung bereits seit sechs Jahren tot.

## Kritiken
In Der Spiegel hieß es 1953 kurz und knapp: „Lustige, dramatische Tieraufnahmen, primitive, wirre Menschen-Szenen.“
Das Lexikon des internationalen Films schreibt: „Mit diesem 106. Film hatte Harry Piel, der sich im Rahmen der dürftigen Handlung wieder als unterhaltsamer Tier-Sensations-Spezialist bewährt, viel Pech. Nach langer Dreharbeit (seit 1940) wurde sein Film im Oktober 1943 von der NS-Zensur endgültig verboten, weil das Publikum nicht an den Kriegsalltag der täglichen Fliegeralarme erinnert werden sollte.“
Zu einem lobenden Urteil gelangte der Evangelische Film-Beobachter: „Im Mittelpunkt des Films steht die Rettung von Tieren eines Zoos während eines Bombenangriffs. Eine spannende Unterhaltung für junge Tierfreunde und auch andere Jugendliche ab 12.“